# Еванџелин Лили
Никол Еванџелин Лили (енгл. Nicole Evangeline Lilly; Форт Саскачеван, 3. август 1979) је канадска глумица, најпознатија по улогама Кејт Остин у ABC-овој научнофантастичној драми Изгубљени и Кони Џејмс у оскаром награђеном филму Катанац за бол.

## Филмографија
| Филмови   | Филмови                    | Филмови                    | Филмови |
| Година    | Филм                       | Улога                      | Напомене |
| --------- | -------------------------- | -------------------------- | --- |
| 2003      | Лизи Мегвајр филм          | полицајац                  | споредна |
| 2003      | Украсти Синатру            | Рекламни модел             | споредна |
| 2003      | Фреди против Џејсона       | студент                    | |
| 2005      | Дуги викенд                | Симона                     | споредна |
| 2008      | Након тога                 | Клер                       | |
| 2008      | Катанац за бол             | Кони Џејмс                 | номинована – Награда Удружења филмских глумаца за изванредно извођење глумачке екипе у филму |
| 2011      | Прави челик                |                            | |
| 2013      | Хобит: Шмаугова пустошења  | Тауријела                  | |
| 2014      | Хобит: Битка пет армија    | Тауријела                  | |
| 2015      | Антмен                     | Хоуп Ван Дајн              | |
| 2018      | Антмен и Оса               | Хоуп ван Дајн / Оса        | |
| 2019      | Осветници: Крај игре       | Хоуп ван Дајн / Оса        | |
| 2023      | Антмен и Оса: Квантуманија | Хоуп ван Дајн / Оса        | |
| ТВ серије |                            |                            | |
| Година    | Назив                      | Улога                      | Напомене |
| 2002      | Судњи дан                  | ЏД                         | непозната епизода |
| 2002–2004 | Смолвил                    | девојка у биоскопу         | Епизода: „Кинетик“ Епизода: „Лице“ Епизода: „Розета“ Епизода: „Убрзај " Епизода: „Обриши" |
| 2003      | Ноћни позив                | гост на журци              | Епизода: „Јутро након" |
| 2004      | Краљевство болнице         | Бенсполнова девојка        | Епизода: „Без душе" |
| 2004–2010 | Изгубљени                  | Кејт Остин                 | 114 епизода Награда Удружења филмских глумаца за изванредну глуму екипе у драмској серији (2006) номинована — Златни глобус за најбољу главну глумицу у ТВ драмској серији (2007) номинована — Награда британске националне телевизије за најпопуларнију глумицу (2006) номинована — Награда Сателит за најбољу глумицу у ТВ серији (2005) номинована — Награда Сатурн за најбољу глумицу на телевизији (2005, 2006, 2007, 2008, 2009, 2010) номинована — Награда Избор тинејџера за најбољу глумицу у ТВ серији (2005, 2006, 2007, 2008) номинована — Награда Избор тинејџера за најбољу нову глумицу – Female номинована — Награда Избор тинејџера за хемију на телевизији (са Метју Фоксом и Џошом Холовејом) |
| 2021      | Шта ако...?                | Хоуп ван Дајн / Оса (глас) | Епизода: „Шта ако... Зомбији?!” |